# OSDN Magazine
OSDN Magazineは、OSDN内にあるLinuxとオープンソースソフトウェア関連のニュースサイトである。OSDN株式会社により運営されている。
Linux.com、NewsForge.com、IT Manager's Journalといった米SourceForge社が運営するニュースサイトの日本語訳を中心にサイトが構成され、日本国内のオープンソース関連のニュースもほぼカバーしている。また、八田真行が主筆を務め、オープンソースコミュニティを巻き込んだ数多くの論議を起こしたコラムを執筆している。

## 歴史
2003年4月にLinuxとオープンソース関連の話題を扱うニュースサイトのjapan.linux.comとして運営を開始した。その後、2006年6月にOpen Tech Pressにサイト名を変更した。
2008年9月1日にOSDN社が運営するSourceForge.JPに、SourceForge.JP Magazineとして統合された。2015年5月11日に、OSDN Magazineへと名称を変更した。

## ITmediaへの配信記事の削除事件
2005年7月にJoe-Barr

によるnewsforge.com掲載記事を翻訳した"「Get the Facts」キャンペーンの裏側"

がITmediaに配信された際、記事中に「不適切な表現」が多数見られたため「事実上の削除措置」を講じられたことがあった。